# Aymeric av Belgien
Prins Aymeric av Belgien, egentligen Aymeric Auguste Marie, född 13 december 2005 i Woluwe-Saint-Lambert, Belgien, är en belgisk prins. Han är son till prins Laurent av Belgien och Claire av Belgien. Han har en äldre syster, Louise av Belgien och en äldre tvillingbror, Nicolas av Belgien. Han är nummer 14 och sist i den belgiska tronföljden.